# Epitonium inexpertum
Epitonium inexpertum is een slakkensoort uit de familie van de Epitoniidae. De wetenschappelijke naam van de soort is voor het eerst geldig gepubliceerd in 1999 door L. Brown & Weil.